# Frontivka, Orativ
Frontivka (în ucraineană Фронтівка) este o comună în raionul Orativ, regiunea Vinnița, Ucraina, formată numai din satul de reședință.

## Demografie
Componența lingvistică a satului Frontivka
     Ucraineană (97,68%)
     Rusă (1,5%)
     Alte limbi (0,83%)
Conform recensământului din 2001, majoritatea populației satului Frontivka era vorbitoare de ucraineană (97,68%), existând în minoritate și vorbitori de rusă (1,5%).